# 5460 Tsénaatʼaʼí
5460 Tsénaatʼaʼí è un asteroide della fascia principale. Scoperto nel 1983, presenta un'orbita caratterizzata da un semiasse maggiore pari a 2,2330669 au e da un'eccentricità di 0,1668381, inclinata di 3,67851° rispetto all'eclittica.
L'asteroide è dedicato agli asteroidi attraverso un termine in lingua navajo il cui significato letterale è traducbile con roccia volante.